# Sally Dworsky
Sally Gail Dworsky (Saint Paul (Minnesota), 13 juli 1964) is een Amerikaanse actrice en singer-songwriter.

## Biografie
Dworsky is naast haar solowerk, co-fronting van de alternatieve rockband Uma. Dworsky zong de hoofdpersonages in iconische animatiefilms, waaronder The Lion King en The Prince of Egypt, die beide een Oscar voor beste originele nummer wonnen, evenals Shrek. Ze heeft ook opgenomen of opgetreden met R.E.M., Peter Gabriel, Bonnie Raitt en Neil Diamond.

## Discografie

### Albums
- Habit Trail – (1996)
- Fare Well – Uma (Chris Hickey, Sally Dworsky, Andy Kamman) (1997)
- Start It All Over Again – met Richard Dworsky (2006)
- Boxes – (2008)

### Singles
| Single met eventuele hitnotering(en) in de Nederlandse Top 40 | Datum van verschijnen | Datum van binnenkomst | Hoogste positie | Aantal weken | Opmerkingen                 |
| ------------------------------------------------------------- | --------------------- | --------------------- | --------------- | ------------ | --------------------------- |
| What Am I Here For                                            | 1989                  | 06-05-1989            | tip19           | -            | Nr. 52 in de Single Top 100 |

#### Overige singles
- Same Room – (2018)
- This Day – (2020)

## Filmografie

### Films
- The Marvelous Land of Oz – (1981)
- Puss in Boots – (1983)
- The Lion King – (1994)
- Mulan – (1998)
- The Prince of Egypt – (1998)
- Shrek – (2001)
- Mickey's Magical Christmas: Snowed in at the House of Mouse – (2001)

### Televisieseries
- A to Z – (2014)
- Transparent – (2016)
- The Last Tycoon – (2017)
- The Patient – (2022)

## Prijzen en nominaties
| Jaar | Prijs                                | Categorie                 | Werk | Uitslag     |
| ---- | ------------------------------------ | ------------------------- | --- | ----------- |
| 1999 | Online Film & Television Association | Best Music, Original Song | "When You Believe", lied uit The Prince of Egypt (gedeeld met Stephen Schwartz en Michelle Pfeiffer)                                | Genomineerd |
| 2015 | 20/20 Awards                         | Best Song                 | "Can You Feel the Love Tonight", lied uit The Lion King (gedeeld met Joseph Williams, Nathan Lane, Ernie Sabella en Kristle Murden) | Genomineerd |